# Бреје (Приморски Шарант)
Бреје (фр. Breuillet) је насељено место у Француској у региону Поату-Шарант, у департману Приморски Шарант.
По подацима из 2011. године у општини је живело 2655 становника, а густина насељености је износила 132,82 становника/km².

## Демографија
| 1962. | 1968. | 1975. | 1982. | 1990. | 2011. |
| ----- | ----- | ----- | ----- | ----- | ----- |
| 847   | 926   | 1.073 | 1.346 | 1.863 | 2.655 |